# Tour de l'Aude Femenino
El Tour de l'Aude Femenino (oficialmente: Tour de l'Aude Cycliste Féminin) fue una carrera ciclista femenina profesional por etapas que se disputaba en el departamento de Aude, al sur de Francia, en el mes de mayo.
Se creó en 1985 y fue una de las carreras por etapas femeninas más prestigiosas junto al Giro de Italia Femenino y la Grande Boucle (consideradas como las Grandes Vueltas femeninas). Aunque a diferencia de la Grande Boucle si consiguió mantenerse en el profesionalismo y en la categoría 2.9.1 (máxima categoría del profesionalismo para carreras por etapas femeninas) renombrándose esa categoría en 2005 por la 2.1 manteniendo la carrera dicho estatus, siendo su última edición en 2010 (la Grande Boucle desapareció un año antes).
Siempre tuvo entre 9 y 10 etapas con alguna edición aislada de 12.

## Palmarés
| Año  | Ganadora             | Segunda              | Tercera                    |
| ---- | -------------------- | -------------------- | -------------------------- |
| 1985 | Janelle Parks        | Denise Burton        | Imelda Chiappa             |
| 1986 | Phyllis Hines        | Virginie Lafargue    | Alla Iakovleva             |
| 1987 | Maria Canins         | Tamara Poliakova     | Jeannie Longo              |
| 1988 | Jeannie Longo        | Maria Canins         | Lisa Brambani              |
| 1989 | Cecile Odin          | Nadejda Kibardina    | Sarah Neil                 |
| 1990 | Catherine Marsal     | Leontien van Moorsel | Denise Kelly               |
| 1991 | Leontien van Moorsel | Catherine Marsal     | Inga Thompson              |
| 1992 | Julie Young          | Paola Turcutto       | Inga Thompson              |
| 1993 | Jeannie Longo        | Leontien van Moorsel | Marion Clignet             |
| 1994 | Catherine Marsal     | Rasa Polikeviciute   | Aleksandra Koljaseva       |
| 1995 | Valentina Polchanova | Rasa Polikeviciute   | Svetlana Bubnenkova        |
| 1996 | Aleksandra Koljaseva | Svetlana Bubnenkova  | Catherine Marsal           |
| 1997 | Linda Jackson        | Svetlana Bubnenkova  | Heidi Van De Vijver        |
| 1998 | Fabiana Luperini     | Valentina Polchanova | Catherine Marsal           |
| 1999 | Lyne Bessette        | Hanka Kupfernagel    | Heidi Van De Vijver        |
| 2000 | Hanka Kupfernagel    | Mirjam Melchers      | Geraldine Loewenguth       |
| 2001 | Lyne Bessette        | Judith Arndt         | Susanne Ljungskog          |
| 2002 | Judith Arndt         | Valentina Polchanova | Edita Pucinskaite          |
| 2003 | Judith Arndt         | Lyne Bessette        | Susanne Ljungskog          |
| 2004 | Trixi Worrack        | Judith Arndt         | Kimberley Bruckner-Baldwin |
| 2005 | Amber Neben          | Trixi Worrack        | Kristin Armstrong          |
| 2006 | Amber Neben          | Susanne Ljungskog    | Trixi Worrack              |
| 2007 | Susanne Ljungskog    | Trixi Worrack        | Judith Arndt               |
| 2008 | Susanne Ljungskog    | Judith Arndt         | Trixi Worrack              |
| 2009 | Claudia Häusler      | Trixi Worrack        | Marianne Vos               |
| 2010 | Emma Pooley          | Mara Abbott          | Emma Johansson             |

## Palmarés por países
| País           | Victorias |
| -------------- | --------- |
| Estados Unidos | 5         |
| Francia        | 5         |
| Alemania       | 5         |
| Canadá         | 3         |
| Rusia          | 2         |
| Italia         | 2         |
| Suecia         | 2         |
| Países Bajos   | 1         |
| Reino Unido    | 1         |